# Parc naturel des Lagunes de Mata-Torrevieja
Le parc naturel des Lagunes de Mata-Torrevieja est une aire protégée créé dans la Communauté valencienne en 1996. Le parc naturel est situé dans les communes de Torrevieja, Guardamar del Segura, Los Montesinos et Rojales dans la Province d'Alicante,.
Les lagunes sont situées dans la comarque de Vega Baja del Segura. Avec les parcs naturels voisins d' El Hondo et de Las Salinas de Santa Pola, l'ensemble forme un triangle de zones humides d'importance internationale définies par la Convention de Ramsar pour le développement des cycles biologiques de nombreuses espèces qui l'utilisent tant dans leurs migrations que dans leur nidification ou hivernage.
Le parc est composé de deux lagunes séparées l'une de l'autre par un anticlinal appelé El Chaparral. Un canal relie les deux dépressions, qui sont également reliées artificiellement à la mer par deux autres canaux appelés Acequiones, formant ainsi une unité d'exploitation du sel.

## Historique

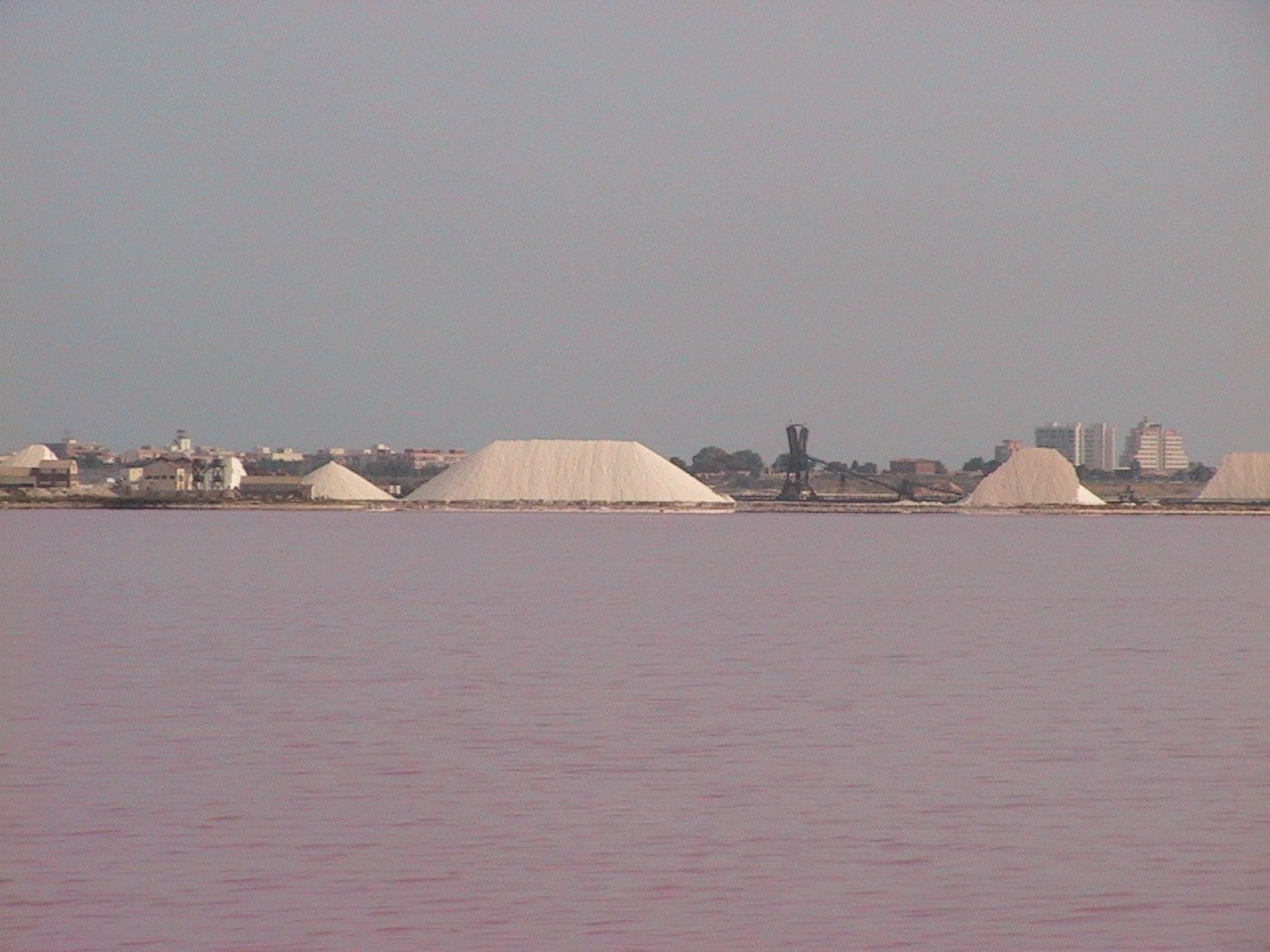
Les salines de La Mata.

Les lagunes de La Mata et de Torrevieja étaient déjà exploitées en 1321. Plus tard, en 1389, fut accordé à la possibilité de transformer la lagune de Torrevieja en lagune afin d'exploiter la pêche. La construction de l'Acequión qui la reliait à la mer dura près d'un siècle, et en 1482 le projet s'est avéré irréalisable car les poissons ne pénétraient pas dans la lagune en raison de la forte salinité de ses eaux. Depuis, les lagunes sont exploitées pour l’extraction du sel et son exportation dans toute l’Europe. Il faudra attendre les années 1980 pour que la prise de conscience de la nature qui entoure cet environnement fasse l'objet d'un débat pour sa protection. Il a été déclaré parc naturel en 1988 par la Généralité valencienne, mais le décret a été annulé pour vice de forme deux ans plus tard. La déclaration finale a été faite le 10 décembre 1996.

## Description

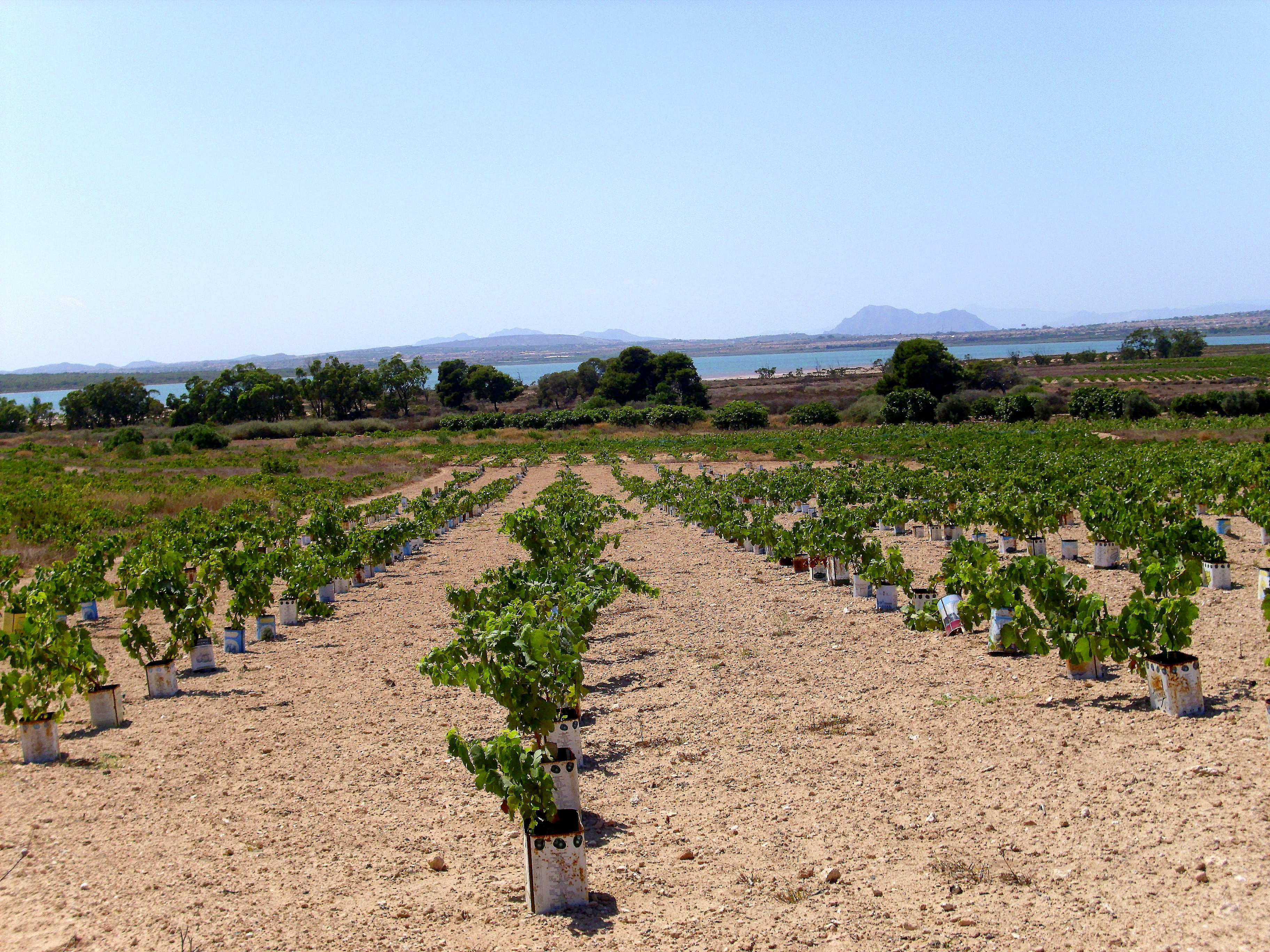
Vignoble.

Ce domaine a une superficie de 3 743 ha : environ 2 100 ha sont des nappes d'eau (1400 dans la lagune de Torrevieja et 700 à La Mata). Le parc naturel est principalement défini par des habitats salins (lagunes) et des milieux terrestres affectés par une forte teneur en sel, mais aussi par des habitats liés au bas relief (El Chaparral), des zones de pinèdes, des cours d'eau douce et enfin les zones agricoles. Parmi ces derniers, se distingue l'existence de vignobles, avec certains des cépages les plus importants de la Méditerranée : Muscat d'Alexandrie et Merseguera. 
Le parc est situé dans un bassin quaternaire formé par les reliefs correspondant à l'ensemble des failles de la partie inférieure du fleuve Segura. Il bénéficie d'un climat méditerranéen aride et sec et de plus de 3 000 heures de soleil par an, avec des étés chauds et des hivers doux.

### Végétation
À l'intérieur des lagunes, la végétation est presque inexistante en raison de la forte salinité de ses eaux, mais dans les arrondis et les bords des lagunes se trouvent divers spécimens typiques des marais salants comme l' Arthrocnemum macrostachyum, le Juncus subulatus ou le Juncus acutus et espèces des genres Suaeda, Salicorne et Salsola. Il y a aussi des steppes avec du Limonium vulgare et du Senecio, ainsi que lAnacamptis collina. Une zone, au sud de La Mata, a une végétation purement méditerranéenne avec le Quercus coccifera (chêne kermès), le Pinus halepensis (pin d'Alep), le Thymus vulgaris, le Lygeum spartum ainsi qu'une forêt replantée de Pin parasol et d'Eucalyptus gomphocephala. Dans les zones où il y a des apports d'eaux superficielles, comme sur la rive nord de la lagune de Mata et dans certaines zones isolées de la lagune de Torrevieja, il existe des conditions pour l'existence de marais salants humides, avec des formations de roselières, avec le roseau commun, etc.

### Faune

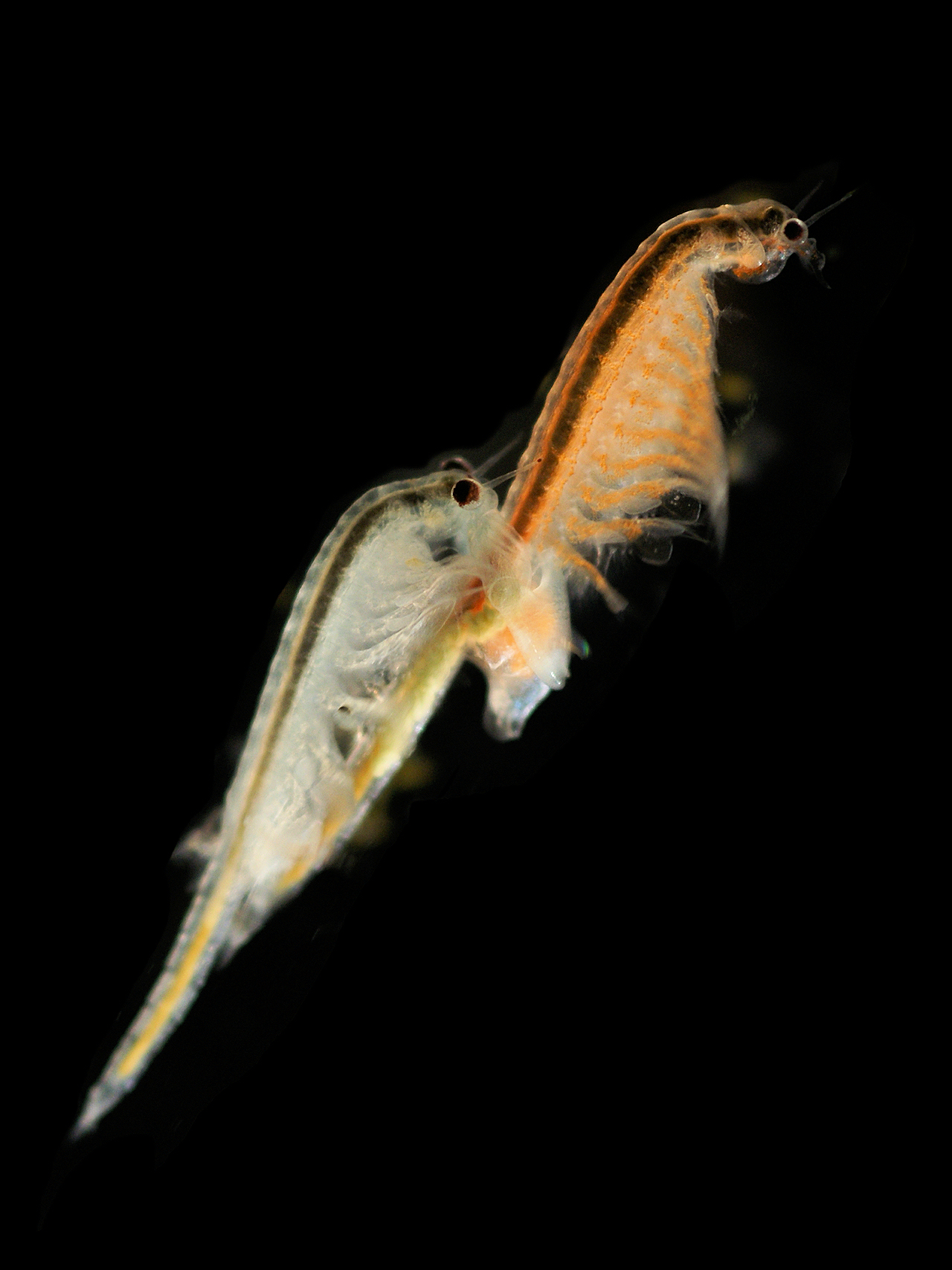
L'Artemia salina.

Sans aucun doute, l'une des espèces les plus appréciées du parc est le flamant rose commun, qui compte jusqu'à 2 000 spécimens pendant la saison de reproduction. La présence du grèbe à cou noir est également importante, avec jusqu'à 3 000 spécimens.
Parmi les autres oiseaux, l'échasse, le tadorne de Belon, le busard cendré, l'avocette élégante, le pluvier à collier interrompu, la sterne pierregarin,... 
Enfin, il est important de noter l'existence de l'Artemia salina, un crustacé rare en raison du niveau de salinité élevé dont il a besoin dans les eaux dans lesquelles il vit.